# La bella campesina
La bella campesina (La bella mugnaia) es una comedia cinematográfica italiana de 1955, basada en la obra El sombrero de tres picos, de Pedro Antonio de Alarcón, y dirigida por Mario Camerini. La acción de la novela de Alarcón se desarrolla en un pueblo de Granada durante el reinado de Carlos IV (1788-1808); la película de Camerini está ambientada en el Nápoles de 1860.

## Argumento
Luca (Marcello Mastroianni) es un molinero casado con Carmela (Sophia Loren), una bella mujer. Pero la belleza de su mujer capta la atención del Gobernador: Don Teofilo (Vittorio De Sica). Luca es arrestado con cargos falsos, y Don Teofilo intenta seducir a Carmela. Ella se resiste, pero él le dice que puede liberar a Luca. 

## Reparto

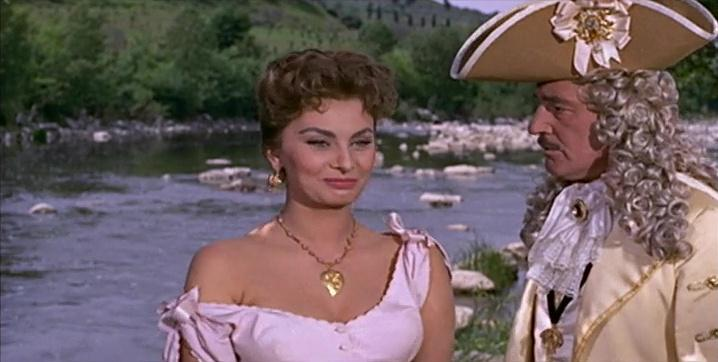
Los actores Sophia Loren y Vittorio De Sicaen otro fotograma de la película.

- Vittorio De Sica: Don Teofilo.
- Sophia Loren: Carmela.

- Marcello Mastroianni: Luca.
- Paolo Stoppa: Gardunia.
- Yvonne Sanson: Doña Dolores.
- Mario Passante
- Carletto Sposito (Carlo Sposito)
- Virgilio Riento: Salvatore.
- Elsa Vazzoler
- Angela Lavagna
- Amalia Pellegrini
- Silvio Bagolini
- Emilio Petacci
- Michele Riccardini
- Pietro Tordi
- Nino Marchesini
- Carlo Pisacane